# Импульсное зажигающее устройство
Импульсное зажигающее устройство (ИЗУ) — устройство для запуска газоразрядных ламп. При запуске выдаёт импульсы высокого (несколько киловольт) напряжения, благодаря которым в лампе зажигается дуга. После зажигания лампы выдача ВВ импульсов прекращается, и ИЗУ не оказывает никакого влияния на работу лампы. Контроль зажигания лампы осуществляется по силе тока, протекающего через лампу либо по электрическому напряжению на ней.
ИЗУ бывают параллельного и последовательного типа, с двумя и тремя контактами соответственно. Недостатком двухконтактных ИЗУ является то, что при запуске высокое напряжение идёт помимо лампы на дроссель, что может привести к его пробою.
Существуют также полупараллельные зажигающие устройства БЗУ, в которых высокое напряжение для запуска генерируется с помощью самого дросселя благодаря его индуктивности.

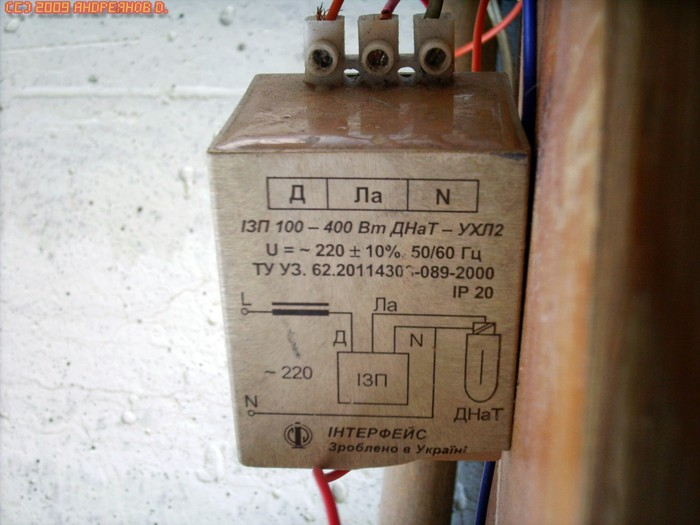
Импульсное зажигающее устройство украинского производства
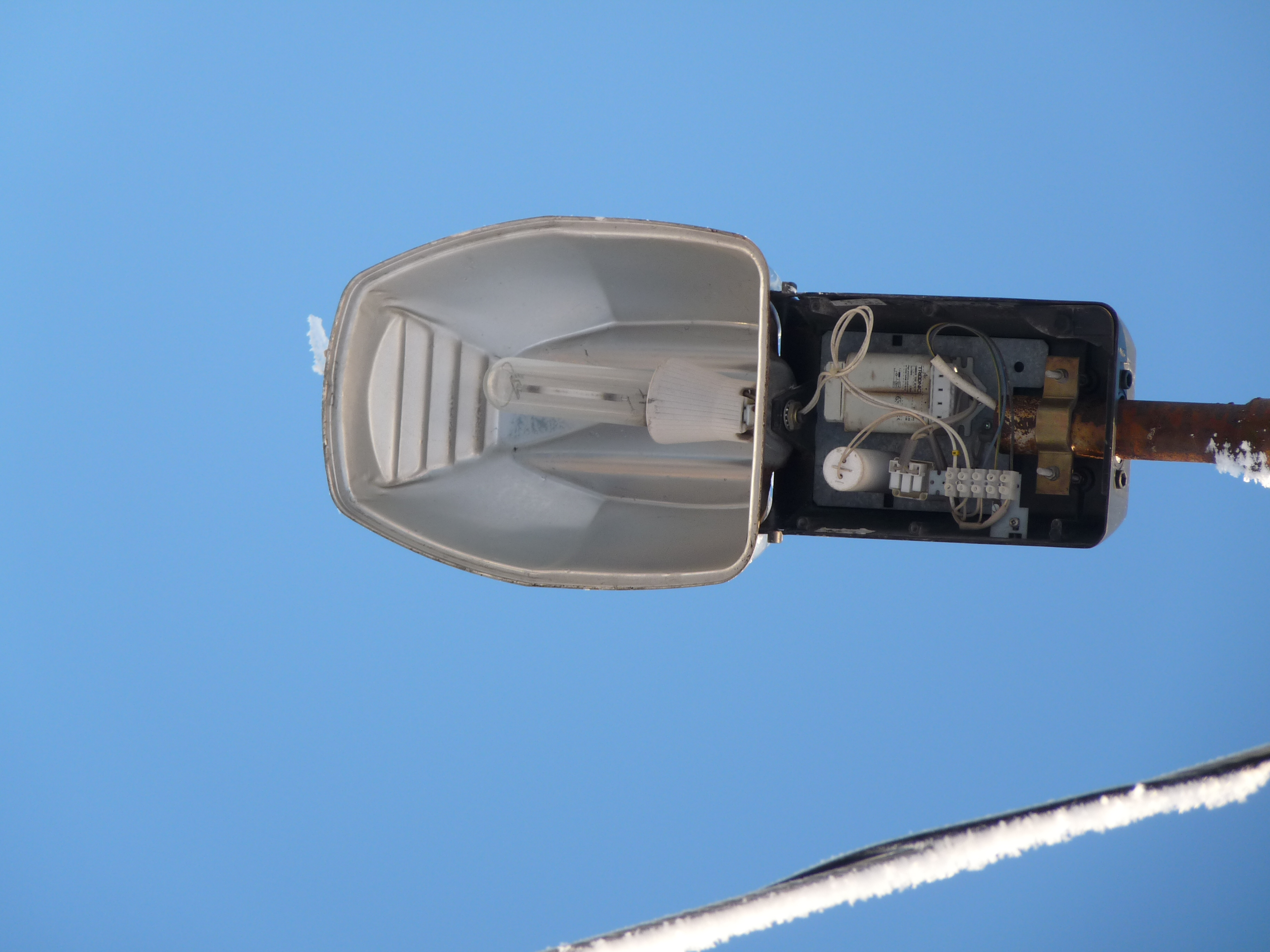
Уличный фонарь, электрическая цепь которого содержит ИЗУ
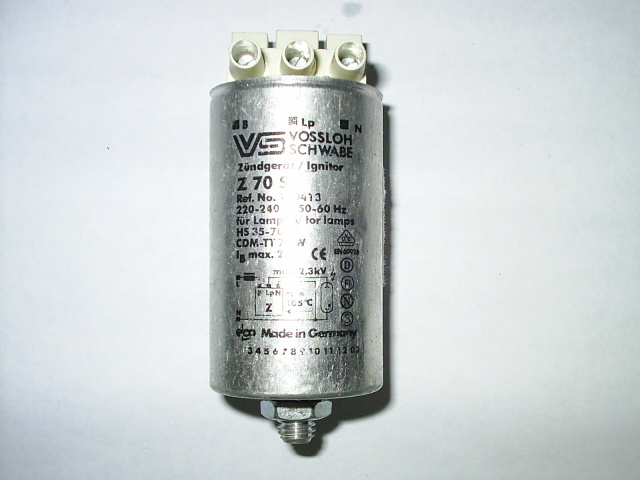
ИЗУ немецкого производства
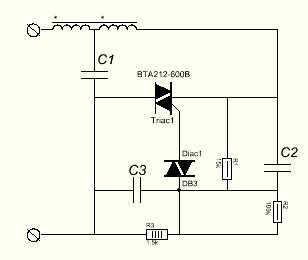
Принципиальная схема ИЗУ